# A Studio Escapade
A Studio Escapade è un cortometraggio muto del 1915 diretto da Lloyd B. Carleton.

## Produzione
Il film fu prodotto dalla Selig Polyscope Company.

## Distribuzione
Distribuito dalla General Film Company, il film - un cortometraggio in due bobine - uscì nelle sale cinematografiche statunitensi il 5 luglio 1915)